# Ophiogymna pellicula
Ophiogymna pellicula är en ormstjärneart som först beskrevs av Duncan 1887.  Ophiogymna pellicula ingår i släktet Ophiogymna och familjen Ophiothrichidae. Inga underarter finns listade i Catalogue of Life.